# Station Harmelen
Station Harmelen (ook bekend als Halte Harmelen) is een voormalig spoorwegstation bij het dorp Harmelen aan de spoorlijnen Utrecht - Rotterdam en Harmelen - Breukelen.
Het station, van het Standaardtype Harmelen, werd op 21 mei 1855 in gebruik genomen en gesloten op 15 mei 1936. Eén jaar daarvoor was het stationsgebouw al gesloopt.